# Karel Espino
Karel Aldair Espino Contreras (ur. 27 października 2001 w Hawanie) – kubański piłkarz występujący na pozycji defensywnego pomocnika lub środkowego obrońcy, reprezentant Kuby, od 2021 roku zawodnik gwatemalskiego Comunicaciones.